# Eduard von Nostitz und Jänckendorf

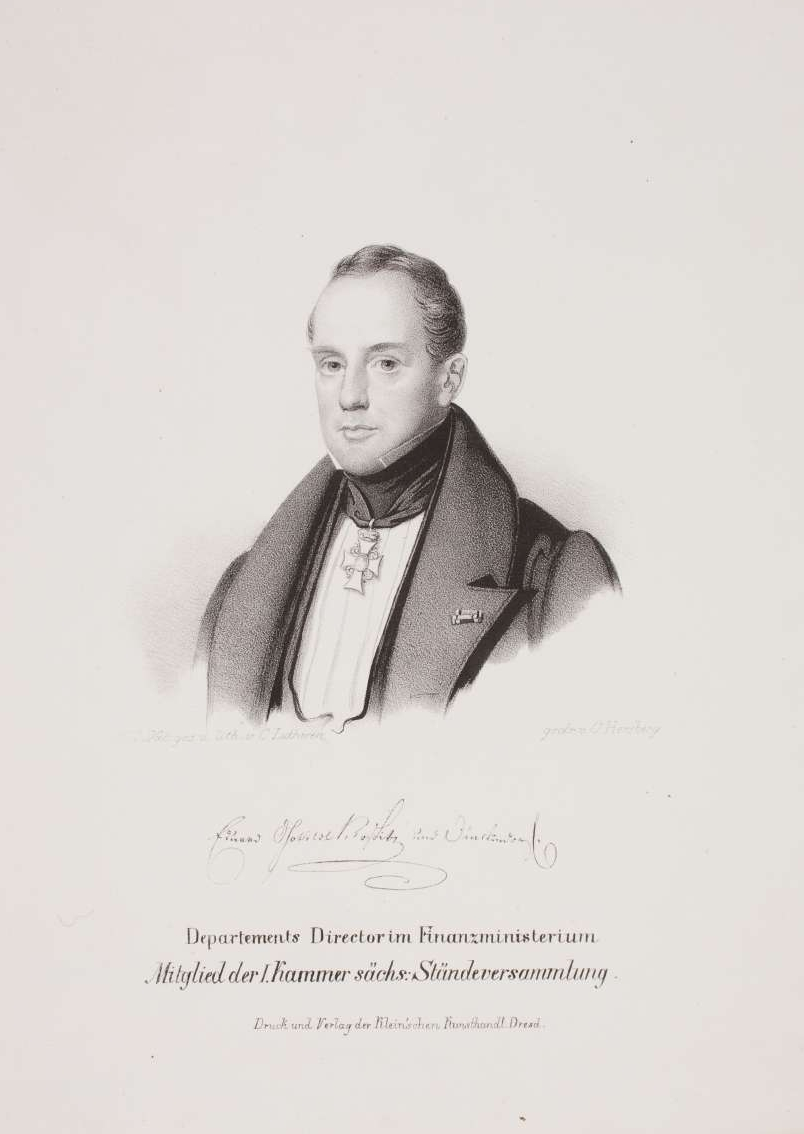
Eduard von Nostitz und Jänckendorf

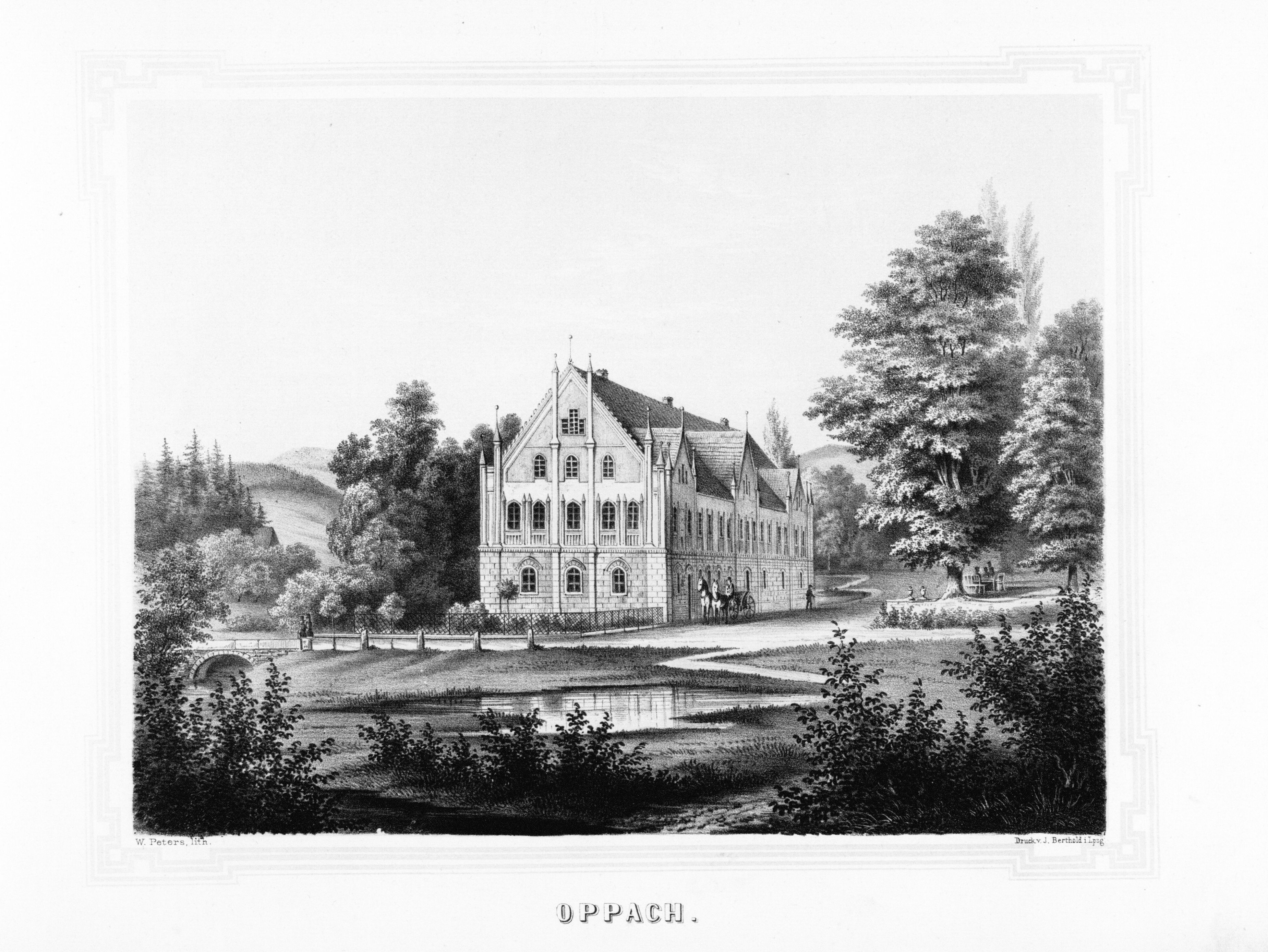
Stich des Schlosses Oppach, Mitte des 19. Jahrhunderts

Eduard Gottlob von Nostitz und Jänckendorf (* 31. März 1791 in Dresden; † 18. Februar 1858 ebenda) war ein deutscher Rittergutsbesitzer, Jurist und Politiker. Er war der Bruder des Abgeordneten im Landtag Julius Gottlob von Nostitz und Jänkendorf.

## Herkunft
Seine Eltern waren der sächsische Konferenzminister Gottlob Adolf Ernst von Nostitz und Jänkendorf
und dessen Ehefrau Henriette Sophia, geborene von Bose.

## Leben und Wirken
Er erhielt seine Schulbildung in Schulpforta. Anschließend studierte er an den Universitäten Leipzig und Heidelberg die Rechtswissenschaften. In Heidelberg wurde er 1811 Mitglied des Corps Holsatia. 1813 trat er in preußische Dienste in die Armee ein und erreichte in der Infanterie des Lützowschen Corps den Offiziersrang. Nach der Teilung Sachsens trat er eine Zivillaufbahn im Königreich Sachsen an. Zunächst wurde er 1819 Amtshauptmann in Dresden und Pirna rechts der Elbe, Radeberg, Stolpen, Hohnstein und Lohmen. Bereits 1821 wurde er zum Geheimen Referendar bei der Geheimen Ratskanzlei berufen. 1826 übernahm er das Amt des Kammerkreditkassen-Kommissars und wurde Geheimer Finanzrat beim Geheimen Finanzkollegium. Unter Bernhard von Lindenau übernahm er 1836 die Leitung des Sächsischen Innenministeriums, dem er bis Juli 1844, als er sich krankheitshalber zurückzog, als Minister vorstand. Er zog sich auf sein Gut Oppach in der Oberlausitz zurück, das er von seinem Vater übernommen hatte. Er ließ es 1844 umbauen. Von 1845 bis 1847 war er noch Mitglied des Staatsrats und anschließend bis 1850 noch Richter am Staatsgerichtshof.
Nostitz war nachweislich ab 1810 Kanoniker des evangelischen Stifts in Wurzen, später auch Domherr und Senior des Hochstifts Meißen sowie Dompropst des Domstifts St. Petri zu Bautzen. Als Bevollmächtigter des Hochstifts Meißen war er 1833/34 und 1854 bis 1858 Mitglied der I. Kammer des Sächsischen Landtags. In Dresden war er Mitglied der Freimaurerloge Zum goldenen Apfel.

## Familie
Er heiratete am 27. November 1816 Erdmuthe von Beschwitz (* 28. Januar 1798; † 17. Juli 1821). Das Paar hatte mehrere Kinder:
- Marie Amalie (* 2. September 1817; † 1. Januar 1893)[7]

⚭ 1835 Rudolf von Metzradt († 27. September 1859), Herr auf Zedlitz und Hermsdorf
⚭ 1867 Ferdinand von Platner
- Wolf Gottlob Adolf (* 23. Oktober 1819; † 15. Juni 1874) ⚭ 1859 Marie Elisabeth von Polenz (* 14. Juli 1831)

nach dem Tod seiner ersten Frau heiratete er am 31. Mai 1824 Freiin Therese von Gutschmidt († 1860). Das Paar hatte mehrere Kinder:
- Anna (* 30. Juni 1825; † 21. Dezember 1899) ⚭ 1846 Hermann von Witzleben († 24. Oktober 1899), preußischer Kammerherr
- Fürchtegott Richard (* 1. Juni 1826), Rittmeister a. D.
- Helene Sophie Henriette (* 3. November 1827; † 18. August 1891) ⚭ 1850 Alban von Montbe, sächsischer General der Infanterie
- Gottwalt Arthur (* 18. Januar 1829), Major a. D. ⚭ Freiin Elisabeth Karoline Julie von Uexküll (* 2. Februar 1843)